# Manoir de Mitonias
Le Manoir de Mitonias ou Mitounias  est situé  sur la commune de Gout-Rossignol dans le département de la Dordogne en France.

## Histoire
Ce manoir a été construit au XVIIIe siècle. Il a été habité par la famille de Sarlandie.
Il est resté semblable à ce que montre le cadastre Napoléonien.

## Architecture
L'entrée se fait par une porte charretière en anse de panier, accompagnée d'une porte piétonne percée dans le mur de clôture. 
Le logis, en retour d'équerre, est à un étage surmonté d'un comble et jouxté par une grange-étable 
Une cour et un jardin, comportant un pigeonnier de plan circulaire, complètent le bâti.